# Kikuyu
Kikuyu (også Kĩkũyũ eller Gĩkũyũ) er Kenyas største etniske gruppe. Deres sprog hedder også kikuyu.
Der er omkring 7,4 millioner kikuyuer i Kenya, hvilket svarer til ca. 22 % af landets befolkning. Mange kikuyuer er bønder og dyrker det frugtbare centrale højland omkring hovedstaden Nairobi og Mount Kenya. 
Kikuyufolket var ledende i Mau Mau-oprøret mod kolonialmagten i 1950'erne, og efter selvstændigheden i 1963 har de domineret politiken i landet.
Folkegruppen er blandt andet kendt fra Karen Blixens erindringsbog Den afrikanske farm. 